# QI
QI (Quite Interesting) – brytyjski panel show emitowany przez telewizję BBC Two. Od początku emisji do 2016 roku program prowadził Stephen Fry, obecnie jego miejsce zajęła aktorka i komik pochodzenia brytyjsko-duńskiego, Sandi Toksvig. Oprócz prowadzącej program jedynym stałym uczestnikiem w czteroosobowym panelu jest angielski komik i aktor, Alan Davies.

## Format
Pytania zadawane są w sposób wieloznaczny, by utrudnić uczestnikom udzielenia prawidłowej odpowiedzi. W zamian punkty przyznawane są nie tylko za prawidłową odpowiedź, ale także za inne interesujące fakty, nawet jeśli nie mają bezpośredniego związku z zadanym pytaniem. Punkty są odejmowane za udzielenie odpowiedzi nieprawidłowych oraz banalnych, oczywistych, błędnie uznawanych za prawidłowe. W niektórych odcinkach punkty są także przyznawane lub odejmowane za dodatkowe wyzwania, nie jest to jednak regułą.
Negatywne wyniki punktowe są częste, także wśród zwycięzców. Wyniki są ogłaszane pod koniec poszczególnych odcinków. Fry powiedział w jednym z programów: "Myślę, że wszyscy się zgodzą, iż nikt w tym wszechświecie nie rozumie systemu punktowania w QI". Także John Lloyd, jeden z twórców programu przyznał, iż nie ma pojęcia jak przyznawane są punkty, dodając, że jest jednak ktoś komu producenci płacą za sprawdzanie wyników.
Każdy odcinek ma swój temat, który stanowi nazwę odcinka; nazwy te w każdej serii rozpoczynają się od tej samej litery. Serie są oznaczone nie numerami, ale właśnie tymi literami, w kolejności alfabetycznej, np. odcinek "Constellations" to siódmy odcinek serii C (czyli trzeciej). W październiku 2015 roku Fry ogłosił, że seria M będzie ostatnią, w której wystąpi jako prowadzący. Toksvig zastąpiła go wraz z początkiem serii N.

## Inne wersje
W 2008 roku format został sprzedany holenderskiej stacji VARA. Już 28 grudnia 2008 roku ruszyła pierwsza seria holenderskiej wersji, także pod nazwą QI. Prowadzącym jest pisarz Arthur Japin, a regularnym uczestnikiem jest komik Thomas van Luyn.
We wrześniu 2012 roku stacja SVT1 rozpoczęła nadawanie szwedzkiej wersji programu pod nazwą Intresseklubben. Prowadzącym był komik Johan Wester, a regularnym uczestnikiem był Anders Jansson, emisji zaprzestano w 2015 roku po czwartym sezonie.
W sierpniu 2013 roku stacja Prima TV rozpoczęła nadawanie pierwszej serii czeskiej wersji pod nazwą QI: Na vše máme odpověď. Program prowadzi muzyk i prezenter telewizyjny, Leoš Mareš, a stałym uczestnikiem jest inny prezenter, Patrik Hezucký.